# Allothnonius
Allothnonius är ett släkte av skalbaggar. Allothnonius ingår i familjen Melolonthidae.
Kladogram enligt Catalogue of Life:
| Allothnonius | \| \| Allothnonius barretti \| \| \| \| \| \| Allothnonius brooksi \| \| \| \| |
|              | \| \| Allothnonius barretti \| \| \| \| \| \| Allothnonius brooksi \| \| \| \| |
|              | Allothnonius barretti                                                          |
|              |                                                                                |
|              | Allothnonius brooksi                                                           |
|              |                                                                                |